# Белые (Поставский район)
Белые (бел. Белыя, транслит.: Bielyja) — упразднённый хутор в Поставском районе Витебской области Беларуси. Входил в состав Юньковского сельсовета.

## История
Упразднён в 2019 году.

## Население
- 1999 — 1 житель